# Ismail Budak
Ismail Budak (* 8. Juli 1992) ist ein türkischer Fußballspieler.

## Karriere
Ismail Budak stammt aus dem Nordosten der Türkei, kam aber sehr früh nach Deutschland und wuchs im westfälischen Telgte auf. Mit fünf Jahren trat er der SG Telgte bei und mit zwölf Jahren fiel er als erfolgreicher Stürmer der Kreisauswahl auf. Daraufhin wechselte er zu Rot Weiss Ahlen, wo er die weiteren Jugendjahre durchlief. In seinem ersten A-Jugendjahr durfte er schon für die zweite Mannschaft bei einem Hallenturnier spielen und wurde prompt Torschützenkönig. Trotzdem wechselte er nach der Saison innerhalb der A-Jugend-Bundesliga West zu Arminia Bielefeld. Doch in seinem letzten Jugendjahr gelangen ihm nur zwei Saisontreffer und am Ende stand das Team auf einem Abstiegsplatz. Er wechselte danach nicht in den Seniorenbereich der Arminen, sondern verließ den Verein nach nur einem Jahr wieder.
Zur Saison 2011/12 schloss er sich dem VfL Osnabrück an, dessen zweite Mannschaft in der Niedersachsenliga spielt. Mit acht Treffern in dreizehn Spielen machte er dort auf sich aufmerksam und wurde deshalb am 19. Spieltag als Verstärkung in den bis dahin wenig erfolgreichen Sturm der ersten Mannschaft in der 3. Liga geholt. Und gleich bei seiner ersten Berufung wurde er in der Schlusshalbestunde eingewechselt, vergab aber ebenfalls gute Chancen und konnte am torlosen Remis gegen den VfR Aalen nichts ändern. Nach Ende seines Vertrages zum 30. Juni 2012 schied er bei den Osnabrückern aus und wechselte zum Regionalligisten SC Verl. Zwei Jahre später wechselte Budak zum FC Eintracht Rheine in die Oberliga Westfalen. Nach einer Saison wechselte er im Sommer 2016 zur zweiten Mannschaft von Preußen Münster in die Westfalenliga.
Zur Saison 2018/19 kehrte Budak zum Oberligisten Rot Weiss Ahlen zurück. Zwei Jahre später folgte der Wechsel zum Landesligisten IG Bönen, mit dem er 2022 in die Westfalenliga aufstieg. Der Verein musste jedoch Insolvenz anmelden und wurde aufgelöst. Daraufhin schloss sich Ismail Budak zunächst dem Bezirksligisten ASK Ahlen an, bevor er im Sommer 2023 zum Landesligisten SpVg Beckum wechselte. Im April 2024 wurde er nach dem Rücktritt des Trainers Robert Mainka Spielertrainer der Beckumer.